# Пано Измирлиев
Пано Ставрев Измирлиев е български революционер, тиквешки деец на Вътрешната македоно-одринска революционна организация.

## Биография
Пано Измирлиев е роден в 1872 година в тиквешкия град Неготино, тогава в Османската империя, днес в Северна Македония. Завършва ІІІ прогимназиален клас. Работи като фурнаджия. Присъединява се към ВМОРО още в 1894 година. От 1900 до Младотурската революция в 1908 година е член на Тиквешкия околийски революцинен комитет и председател на неготинския градски комитет.
След като Тиквеш попада в Сърбия в 1913 година Измирлиев е сред ръководителите на Тиквешкото въстание срещу новите окупатори. След 1920 година е чиновник в Македонската народна банка в София.